# Cassandre Aguessy-Thomas
Cassandre Aguessy-Thomas, née le 1er septembre 1997 à Paris, est une athlète française, spécialiste des épreuves combinées. Après 10 ans de carrière à haut-niveau, dont 6 ans à l’INSEP (Institut National du Sport de l’Expertise et de la Performance), Cassandre s’est reconverti en 2023 sur le sprint (60m en salle, 100m et 200m). 

## Carrière
Elle remporte les Championnats de France d'heptathlon en 2020 à Aubagne.

## Palmarès

### International
| Date | Compétition                                            | Lieu    | Résultat | Épreuve     | Points |
| ---- | ------------------------------------------------------ | ------- | -------- | ----------- | ------ |
| 2017 | Championnats d'Europe par équipes d'épreuves combinées | Tallinn | 3e       | Par équipes | 39 771 |

### National
- Championnats de France d'athlétisme Élite
  - Vainqueur de l'heptathlon en 2020
  - 3e de l'heptathlon en 2018
- Championnats de France d'athlétisme Élite en salle
  - 2e du Pentathlon en 2020